# Число восьмерной точности
Число́ восьмерно́й то́чности (англ. Octuple precision) — компьютерный формат представления чисел с плавающей запятой, занимающий в памяти восемь последовательных двойных слов, т.е. 32 байта. Данное название обусловлено сложившейся терминологией, в которой число одинарной точности имеет размер двойного слова. Как правило, обозначает формат числа с плавающей запятой binary256 стандарта IEEE 754.

## Формат числа восьмерной точности
Знак: 1 бит.
Порядок: 19 бит; смещение порядка: +262143 (3FFFFh).
Мантисса: 237 бит (236 явно хранятся).
Эквивалентное количество значащих десятичных цифр (при одинаковой средней относительной погрешности представления): 71,7.

## Примеры чисел восьмерной точности
Некоторые константы:
```
0000 0000 0000 0000 0000 0000 0000 0000 0000 0000 0000 0000 0000 0000 0000 0000
16
 = +0
8000 0000 0000 0000 0000 0000 0000 0000 0000 0000 0000 0000 0000 0000 0000 0000
16
 = −0
```

```
7fff f000 0000 0000 0000 0000 0000 0000 0000 0000 0000 0000 0000 0000 0000 0000
16
 = +
∞

ffff f000 0000 0000 0000 0000 0000 0000 0000 0000 0000 0000 0000 0000 0000 0000
16
 = −∞
```

```
0000 0000 0000 0000 0000 0000 0000 0000 0000 0000 0000 0000 0000 0000 0000 0001
16

= 2
−262142
 × 2
−236
 = 2
−262378

≈ 2.24800708647703657297018614776265182597360918266100276294348974547709294462 × 10
−78984

  (наименьшее положительное 
субнормальное число
)
```

```
0000 0fff ffff ffff ffff ffff ffff ffff ffff ffff ffff ffff ffff ffff ffff ffff
16

= 2
−262142
 × (1 − 2
−236
)
≈ 2.4824279514643497882993282229138717236776877060796468692709532979137875392 × 10
-78913

  (наибольшее субнормальное число)
```

```
0000 1000 0000 0000 0000 0000 0000 0000 0000 0000 0000 0000 0000 0000 0000 0000
16

= 2
−262142

≈ 2.48242795146434978829932822291387172367768770607964686927095329791378756168 × 10
−78913

  (наименьшее положительное 
нормальное число
)
```

```
7fff efff ffff ffff ffff ffff ffff ffff ffff ffff ffff ffff ffff ffff ffff ffff
16

= 2
262143
 × (2 − 2
−236
)
≈ 1.61132571748576047361957211845200501064402387454966951747637125049607182699 × 10
78913

  (наибольшее нормальное число)
```

```
3fff efff ffff ffff ffff ffff ffff ffff ffff ffff ffff ffff ffff ffff ffff ffff
16

= 1 − 2
−237

≈ 0.999999999999999999999999999999999999999999999999999999999999999999999995472
  (наибольшее число меньше единицы)
```

```
3fff f000 0000 0000 0000 0000 0000 0000 0000 0000 0000 0000 0000 0000 0000 0000
16

= 1 (единица)
```

```
3fff f000 0000 0000 0000 0000 0000 0000 0000 0000 0000 0000 0000 0000 0000 0001
16

= 1 + 2
−236

≈ 1.00000000000000000000000000000000000000000000000000000000000000000000000906
  (наименьшее число больше единицы)
```

## Поддержка
Использование восьмерной точности на данный момент весьма редкое. В компании Apple реализовали сложение, вычитание и умножение чисел с восьмерной точностью в отличном от IEEE 754 формате: он имеет 224-битную мантиссу в дополнительном коде и 32-битный показатель степени. Можно использовать общие арифметические библиотеки с произвольной точностью для получения восьмерной (или более высокой) точности, но ещё не существует известной аппаратной реализации таковой.